# 意大利督軍區

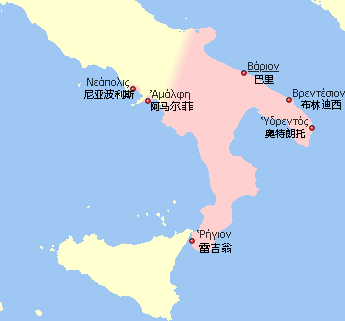
11世纪初意大利督軍區的大致领土范围。现代城市名称（那波利与雷焦除外）与中世纪的希腊文名称一起顯示

意大利督軍區（或卡特潘納特）（羅馬化：Katepaníkion Italías）是拜占庭帝国的一个行省，由意大利本土，加爾加諾到萨萊诺湾的线以南的地方组成。和尽管在那条线以北，但仍然屬於督軍區，保持效忠于君士坦丁堡。 

## 历史
在751年拉文纳總督區沦陷之后，拜占庭帝國從南意大利的事务中消失了近一个世纪，直到巴西尔一世（867年-886年在位）登基後改变了这一点：从868年开始，帝国海軍和拜占庭外交官被派去保护亚得里亚海免受撒拉森人袭击，重建拜占庭对達爾馬提亞的统治地位，并再次在意大利部分地区扩大拜占庭的控制。由于这些努力，奧特朗托于873年从撒拉森人手中解放了出來，871年由神圣罗马皇帝路易二世從阿拉伯人手中夺得的巴里在876年回到拜占庭控制。880年代中期將軍老尼基弗鲁斯·福卡斯的遠征进一步扩大了拜占庭对普利亚和卡拉布里亚大部分地区的控制。他的继任者跟進这些胜利，奠定了南意大利拜占庭势力复辟的基础，最终在約892年确立了倫巴迪亞的軍區。直到11世纪，普利亚、卡拉布里亚和巴西利卡塔地区都将始终处于拜占庭控制之下。  約在965年，一个新軍區建立了，即盧卡尼亞軍區，巴里的總督將軍（stratēgos）被升格為意大利的督军（katepanō），通常還會加上貴族的品階。「katepanō」的頭銜在希腊语中意为「最高」。附近的西西里岛（以前是拜占庭人的土地）最终丢失给阿拉伯人一事，更顯這一次升格的军事必要性。 
一些諾曼人冒险家到了加尔加诺圣安吉罗山（Monte Sant'Angelo sul Gargano）朝聖，在1017年成為了伦巴底人大城市普利亚对付拜占庭人的援軍。从1016年到1030年，诺曼人只是纯粹的雇佣兵，服役于拜占庭或伦巴第，然后服役于那不勒斯的塞爾吉乌斯四世公爵。他们于1030年将首领蘭弗‧德倫戈迎到阿韋爾薩堡垒，創立诺曼人在意大利南部的第一个据点。从此，他们开始有组织地征服这片土地。1030年，歐德維爾的坦克雷德的两个长子，诺曼底库唐斯的小贵族威廉和德罗戈抵达意大利南部。两人参加了有组织的普利亚夺取計劃。到了1040年拜占庭人已經失去了该省大部分地区。巴里在1071年4月被诺曼人占领 ，結束了意大利從查士丁尼遠征後長達五个世纪的拜占庭帝国统治。拜占庭人于1156年围攻巴里，短暂回歸。 
「普利亚和坎帕尼亚督军」头衔于1166年曾被短暂恢復，給予当时纳瓦拉摄政女王玛格丽特的堂兄格拉维纳伯爵吉尔伯特。1167年，吉尔伯特以督军的身份，将德国军队赶出了坎帕尼亚，并迫使腓特烈·巴巴罗萨围攻安科纳 。

## 歷任督军
- 970年–975年 邁克爾·阿比德拉斯（Michael Abidelas）
- 982年之前 羅曼諾斯（Romanos）
- 982年–985年 卡洛基羅斯·德爾菲納斯（Kalokyros Delphinas）
- 985年–988年 羅曼諾斯
- 988年–998年 約翰·安米羅波洛斯（John Ammiropoulos）
- 999年–1006年 格雷戈里·塔克漢諾特（Gregory Tarchaneiotes）
- 1006年–1008年 阿列克修斯·希菲亞斯（Alexios Xiphias）
- 1008年–1010年 約翰·庫爾誇阿斯（John Kourkouas）
- 1010年–1016年 巴西尔·梅萨多尼特斯（Basil Mesardonites）
- 1017年5月–1017年12月 里奧·托尼科斯·孔托萊昂（Leo Tornikios Kontoleon）
- 1017年12月–1027年 巴西爾·布安妮斯（Basil Boioannes）
- 約1027年–1029年 克里斯托弗羅斯·布加里斯（Christophoros Burgaris）
- 1029年7月–1032年6月 波托斯·阿尔吉罗斯（Pothos Argyros）
- 1032年–1033年5月 Michael Protospatharios
- 1033年5月–1038年 君士坦丁·奥普斯（Constantine Opos）
- 1038年–1039年 邁克爾·斯邦迪爾斯（Michael Spondyles）
- 1039年2月–1040年1月 尼基弗魯斯·多基亞諾斯（Nikephoros Dokeianos）
- 1040年11月–1041年夏 邁克爾·多基亞諾斯（Michael Dokeianos）
- 1041年–1042年夏 莫扎古斯·布安妮斯（Exaugustus Boioannes）
- 1042年2月–1042年4月 西諾迪亞諾斯（Synodianos）
- 1042年4月–1042年9月 乔治·马尼亚克（George Maniakes）
- 1042年秋 帕爾多斯（Pardos）
- 1043年2月–1043年4月 巴西爾·狄奧多羅卡諾斯（Basil Theodorokanos）
- 1045年秋–1046年9月 帕拉蒂諾斯（Eustathios Palatinos）
- 1046年9月–1046年12月 約翰·拉斐爾（John Raphael）
- 1050年–1058年 阿格魯斯（Argyrus）
- 1060/1061年 馬勒斯（Marules）
- 1062年 西里安努斯（Sirianus）
- 1064年–1068年 阿布查雷斯（Abulchares）
- 1068年 佩雷諾斯（Perenos）
- 1071年 斯蒂芬·帕特雷諾斯（Stephen Pateranos）

## 资料来源
- Charanis, Peter. "On the Question of the Hellenization of Sicily and Southern Italy During the Middle Ages." The American Historical Review. Vol. 52, No. 1 (Oct., 1946), pp. 74–86.
- Kreutz, Barbara M. . Philadelphia: University of Pennsylvania Press. 1996  [2020-06-19]. ISBN 0-8122-1587-7. （原始内容存档于2019-05-12）.
- Loud, G.A. . Reuter, Timothy  (编). . Cambridge University Press. 2006: 624–645. ISBN 978-0-521-36447-8.
- Loud, Graham. . New York: Routledge. 2013  [2020-06-19]. ISBN 978-0-582-04529-3. （原始内容存档于2020-09-15）.
- White, Lynn, Jr.. "The Byzantinization of Sicily." The American Historical Review. Vol. 42, No. 1 (Oct., 1936), pp. 1–21.